# احمد خلفان
احمد خلفان (انگلیسی: Ahmad Khalfan؛ زادهٔ ۲ آوریل ۱۹۹۱) یک بازیکن فوتبال اهل قطر است.